# Lišov (district de Krupina)
Pour les articles homonymes, voir Lišov.
Lišov (en hongrois : Lissó) est un village du district de Krupina, dans la région de Banská Bystrica, en Slovaquie.

## Histoire
La première mention écrite du village date de 1235.

## Démographie

### Évolution de la population
| Année:               | 1994. | 2004.    | 2014.    | 2024.   |
| -------------------- | ----- | -------- | -------- | ------- |
| Nombre de personnes: | 237   | 268      | 232      | 215     |
| Différence:          |       | +13,08 % | -13,43 % | -7,32 % |

| Année:               | 2023. | 2024.   |
| -------------------- | ----- | ------- |
| Nombre de personnes: | 219   | 215     |
| Différence:          |       | -1,82 % |